# Lista światowego dziedzictwa UNESCO w Peru
Lista światowego dziedzictwa UNESCO w Peru – lista miejsc w Peru wpisanych na listę światowego dziedzictwa UNESCO, ustanowionej na mocy Konwencji w sprawie ochrony światowego dziedzictwa kulturowego i naturalnego, przyjętej przez UNESCO na 17. sesji w Paryżu 16 listopada 1972 i ratyfikowanej przez Peru 24 lutego 1982 roku.
Obecnie (stan w 2021 roku) na liście znajduje się 13 obiektów: 9 dziedzictwa kulturowego, dwa o charakterze przyrodniczym i dwa o charakterze przyrodniczo-kulturowym.
Pierwsze obiekty, Miasto Cuzco i Zabytkowe sanktuarium Machu Picchu, zostały wpisane na listę podczas 7. sesji Komitetu Światowego Dziedzictwa, która odbyła się we Florencji w 1983 roku. Komitet Światowego Dziedzictwa umieścił strefę archeologiczną Chan Chan na liście w 1986 roku, jednocześnie kwalifikując je jako obiekt zagrożony ze względu na erozję wywołaną ulewnymi deszczami. Qhapac Ñan – system dróg dawnego Imperium Inków, przebiega także przez Argentynę, Boliwię, Chile, Kolumbię i Ekwador.
Na peruwiańskiej liście informacyjnej UNESCO – liście obiektów, które Peru zamierza rozpatrzyć do zgłoszenia do wpisu na listę światowego dziedzictwa, znajduje się 23 obiekty (stan na 2021 rok).

## Obiekty wpisane na listę światowego dziedzictwa UNESCO
UNESCO sporządza listę obiektów zgodnie z dziesięcioma kryteriami; każdy wpis musi spełniać przynajmniej jedno z nich. Kryteria od i do vi są kulturowe, podczas gdy od vii do x są przyrodnicze.
Poniższa tabela przedstawia peruwiańskie obiekty na liście światowego dziedzictwa UNESCO:
Obiekt – polskie tłumaczenie nazwy wpisu na liście wraz z jej angielskim oryginałem;
Położenie – miasto, komitat; współrzędne geograficzne;
Typ – klasyfikacja według Komitetu Światowego Dziedzictwa: 
- kulturowe,
- przyrodnicze,
- mieszane;

Rok – roku wpisu na listę/rozszerzenia wpisu na listę;
Opis – krótki opis obiektu;
Nr ref. – numer referencyjny UNESCO.
     * Obiekt międzynarodowy
     † Obiekt zagrożony
| Obiekt                                                                                           | Zdjęcie | Lokalizacja (Regiony) | Typ (wraz z kryteriami)           | Rok  | Opis | Nr ref. |
| ------------------------------------------------------------------------------------------------ | ------- | --------------------- | --------------------------------- | ---- | --- | ------- |
| Miasto Cuzco City of Cuzco                                                                       |         | Cuzco                 | Kulturowy (iii), (iv)             | 1983 | Cuzco, położone w Andach Peruwiańskich, za panowania wielkiego władcy Inków Pachacuteca stało się rozległym ośrodkiem miejskim, z oddzielonymi funkcjami administracyjnymi i religijnymi. Otoczone było jasno rozgraniczonymi terenami przeznaczonymi do produkcji rolnej, rzemieślniczej i przemysłowej. Hiszpanie, którzy zdobyli miasto w XVI w., zachowali jego strukturę, lecz na ruinach miasta Inków zbudowali barokowe kościoły i pałace. | 273     |
| Zabytkowe sanktuarium Machu Pichu Historic Sanctuary of Machu Picchu                             |         | Cuzco                 | Mieszany (i), (iii), (vii), (ix)  | 1983 | Machu Picchu położone jest w niezwykle malowniczym otoczeniu, w sercu tropikalnego lasu górskiego na wysokości 2 430 m n.p.m. Prawdopodobnie było ono najbardziej zaskakującym założeniem miejskim państwa Inków w okresie jego największej świetności: wykute monumentalne mury, tarasy i pochylnie wydają się wyrastać ze zboczy skalnych. Otoczenie naturalne, na wschodniej ścianie Andów, należy do górnego dorzecza Amazonki, obfitującego w różnorodne gatunki flory i fauny. | 274     |
| Stanowisko archeologiczne Chavín Chavin (Archaeological Site)                                    |         | Ancash                | Kulturowy (iii)                   | 1985 | Stanowisko archeologiczne Chavín dało nazwę kulturze, która rozwijała się w wysoko położonej dolinie Andów Peruwiańskich w okresie 1500-300 p.n.e. Architektura zespołu tarasów i placów otoczonych konstrukcjami z ociosanych kamieni, a także ich dekoracja - w przeważającej części zoomorficzna - nadają niezwykły wygląd temu dawnemu miejscu kultu, jednemu z najwcześniej i najbardziej znanych prekolumbijskich zespołów zabytkowych. | 330     |
| Park Narodowy Huascarán Huascarán National Park                                                  |         | Ancash                | Naturalny (vii), (viii)           | 1985 | Mount Huascarán, położony w Kordylierze Białej, najwyższym tropikalnym łańcuchu górskim, wznosi się na wysokość 6768 m n.p.m. Głębokie wąwozy o licznych potokach, jeziora lodowcowe i różnorodna roślinność tworzą niezwykle malownicze krajobrazy. Park zamieszkują m.in. niedźwiedzie andyjskie zwane okularowymi oraz kondory andyjskie. | 333     |
| Strefa archeologiczna Chan Chan† Chan Chan Archaeological Zone                                   |         | La Libertad           | Kulturowy (i), (iii)              | 1986 | Państwo Chimú ze stolicą Chan Chan największą świetność osiągnęło w XV w., na krótko zanim uległo potędze Inków. Założenie miasta, największego w Ameryce prekolumbijskiej, odzwierciedla ścisłą strategię polityczną i społeczną, wyróżniającą się podziałem miasta na dziewięć „cytadel” lub „pałaców”, tworzących niezależne zespoły. | 366     |
| Park Narodowy Manú Manú National Park                                                            |         | Cuzco                 | Naturalny (ix), (x)               | 1987 | Ten rozległy park o powierzchni 1,5 mln ha położony jest na wysokości od 150 do 4 200 m n.p.m. i odznacza się urozmaiconą roślinnością odpowiadającą poszczególnym piętrom. W porastającym najniższe partie lesie tropikalnym występują różnorodne gatunki zwierzęce i roślinne. Zidentyfikowano około 850 gatunków ptaków. Park stanowi również ostoję wydry olbrzymiej, pancernika olbrzymiego i jaguara. | 402     |
| Historyczne centrum Limy Historic Centre of Lima                                                 |         | Prowincja Lima        | Kulturowy (iv)                    | 1988 | „Miasto Królów”, mimo że zostało poważnie zniszczone w wyniku trzęsień ziemi, do połowy XVIII w. było stolicą i najważniejszym miastem dla wszystkich terytoriów pod dominacją hiszpańską w Ameryce Południowej. Liczne zabytki Limy, takie jak klasztor San Francisco, największy tego typu w tej części świata, stanowią wspólne dzieło artystów zarówno miejscowych, jak i przybyłych ze Starego Kontynentu. | 500     |
| Park Narodowy Rio Abiseo Río Abiseo National Park                                                |         | San Martín            | Mieszany (iii), (vii), (ix), (x)  | 1990 | Park powstał w 1983 roku w celu ochrony flory i fauny lasów wilgotnych, typowych dla tej części Andów, wyróżniającej się licznymi gatunkami endemicznymi. Jedynie tutaj występuje małpa marmozeta lwia (Leontides rosalia), gatunek uważany za wymarły. W wyniku badań, prowadzonych od 1985 roku, odkryto 36 dotąd nieznanych stanowisk archeologicznych, położonych na wysokości od 2,5 do 4 tys. m n.p.m., które dają pełny obraz społeczeństwa przedinkaskiego. | 548     |
| Linie i rysunki naziemne pustyni Nazca i Pampas de Jumana Lines and Geoglyphs of Nasca and Palpa |         | Ica                   | Kulturowy (i), (iii), (iv)        | 1994 | Linie i rysunki naziemne Nazca i Pampas de Jumana, położone na jałowej nizinie nadbrzeżnej w Peru, około 400 km na południe od Limy, pokrywają powierzchnię 450 km². Linie, nakreślone na ziemi w okresie od 500 p.n.e. do 500 n.e., ze względu na ich jakość, naturę, rozmiary i ciągłość, stanowią jedną z największych zagadek archeologii. Niektóre z rysunków przedstawiają żywe stworzenia, inne - stylizowane rośliny lub istoty fantastyczne, jeszcze inne tworzą kilkukilometrowe figury geometryczne. Przypuszcza się, że spełniały one funkcje rytualne, związane z astronomią. | 700     |
| Historyczne centrum miasta Arequipa Historical Centre of the City of Arequipa                    |         | Arequipa              | Kulturowy (i), (iv)               | 2000 | Stare Miasto w Arequipie, zbudowane z białego wulkanicznego tufu zwanego sillar, stanowi połączenie europejskich i miejscowych technik budowlanych, widocznych we wspaniałych osiągnięciach artystów kolonialnych oraz murarzy kreolskich i indiańskich. Przemieszanie wpływów przejawia się w solidnych murach, arkadach i sklepieniach, dziedzińcach i otwartych przestrzeniach oraz w złożonej dekoracji barokowej fasad budowli. | 1016    |
| Święte miasto Caral-Supe Sacred City of Caral-Supe                                               |         | Lima                  | Kulturowy (ii), (iii), (iv)       | 2009 | Liczące ponad 5000 lat stanowisko archeologiczne na terenie Świętego Miasta Caral-Supe zajmuje powierzchnię 626 hektarów. Miasto uznawane jest za najstarsze centrum cywilizacyjne na obszarze obu Ameryk. Zachowane w doskonałym stanie pozostałości budowli, w szczególności płasko ścięte kopce o kształcie piramidalnym oraz dziedzińce na planie koła, zachwycają skomplikowanymi formami architektonicznymi. Odnaleziony na terenie miasta kipu (zbiór wykonanych z bawełny lub włosia sznurków z supełkami, służących do zapamiętywania informacji), świadczy o wysokim poziomie rozwoju społecznego Caral. | 1269    |
| Qhapac Ñan* Qhapaq Ñan, Andean Road System                                                       |         | Różne regiony         | Kulturowe (ii), (iii), (iv), (vi) | 2014 | Rozległa sieć dróg służących komunikacji, wymianie handlowej i celom obronnym liczy ponad 30 tys. km. Drogi budowali Inkowie na przestrzeni kilku stuleci, częściowo opierając się na infrastrukturze preinkaskiej. Ta niezwykła sieć dróg biegnie w jednym z najtrudniej dostępnych regionów świata. Łączy zaśnieżone szczyty Andów (o wysokości ponad 6 tys. m.) z wybrzeżem, przebiega przez wilgotne lasy tropikalne, żyzne doliny i pustynie. System dróg osiągnął największy zasięg w XV w., przecinając Andy wzdłuż i wszerz. Wpis obejmuje 273 pojedyncze miejsca, leżące wzdłuż dróg o łącznej długości ponad 6 tys. km. Wybrano je jako ilustrację dokonań architektonicznych, technologicznych, politycznych i społecznych, a także jako przykłady związanej z systemem dróg infrastruktury służącej wymianie handlowej, zakwaterowaniu, magazynowaniu towarów i kultowi religijnemu. | 1459    |
| Kompleks astronomiczny Chanquillo Chankillo Astronomical Complex                                 |         | Ancash                | Kulturowy (i), (iv)               | 2021 | | 1624    |

## Lista informacyjna
Państwa członkowskie mogą przedstawić wykaz dóbr, które chciałyby rozważyć jako kandydaturę do umieszczenia na Liście Światowego Dziedzictwa. Każdy wniosek nominacyjny musi być poprzedzony wpisem na listę informacyjną, co najmniej rok przed jego zgłoszeniem. W innym przypadku wniosek nominacyjny nie będzie rozpatrywany. Do 2021 roku Peru odnotowało 23 obiekty w swoim wykazie.
| Obiekt | Zdjęcie | Lokalizacja (Regiony)            | Typ (wraz z kryteriami)                     | Rok  | Opis | Nr ref. |
| --- | ------- | -------------------------------- | ------------------------------------------- | ---- | ---- | ------- |
| Kompleks archeologiczny Pachacámac Archaeological Complex of Pachacamac                                                                                |         | Lima                             | Kulturowy                                   | 1996 |      | 512     |
| Historyczne centrum miasta Trujillo Historic Center of the City of Trujillo                                                                            |         | La Libertad                      | Kulturowy                                   | 1996 |      | 510     |
| Inkaska Droga Królewska: państwowy system drogowy nazwany „Qhapac Ñan” The Great Inka Trail: state transportation system originally named "Qhapac Ñan" |         | Różne regiony                    | Kulturowy (ii), (iii), (iv), (v), (vi)      | 2001 |      | 1578    |
| Historyczne centrum Cajamarki The Historic Centre of Cajamarca                                                                                         |         | Cajamarca                        | Kulturowy (ii), (iv)                        | 2002 |      | 1646    |
| Jezioro Tititaca Lake Titicaca |         | Puno                             | Mieszany (ii), (iii), (v), (vi), (vii), (x) | 2005 |      | 5080    |
| Kompleks archeologiczny Kuélap Kuelap Archaeological Complex                                                                                           |         | Amazonas                         | Kulturowy (iii), (iv)                       | 2011 |      | 5650    |
| Kompleks górniczy Santa Bárbara Santa Bárbara mining complex                                                                                           |         | Huancavelica                     | Kulturowy (ii), (iv)                        | 2017 |      | 6263    |
| Świątynie wiejskie w Cuzco Rural Temples of Cusco |         | Cuzco                            | Kulturowy (ii), (iv)                        | 2019 |      | 6406    |
| Akwedukty w Nazca Nasca Aqueducts |         | Ica                              | Kulturowy (iii), (iv)                       | 2019 |      | 6407    |
| Kompleks arecheologiczny Toro Muerto Archaeological Complex of Toro Muerto                                                                             |         | Arequipa                         | Kulturowy (iii)                             | 2019 |      | 6408    |
| Kompleks arecheologiczny Marcahuamachuco Archaeological Complex of Marcahuamachuco                                                                     |         | La Libertad                      | Kulturowy (iii)                             | 2019 |      | 6409    |
| Świątynie barokowe w Collao Baroque Temples of Collao                                                                                                  |         | Puno                             | Kulturowy (ii),(iv)                         | 2019 |      | 6410    |
| Miejsca kultury Chachapoyas w dolinie Río Utcubamba Chachapoyas sites of the Utcubamba Valley                                                          |         | Amazonas                         | Kulturowy (iii),(iv)                        | 2019 |      | 6411    |
| Kopalnie soli w Maras Salt Mines of Maras |         | Cuzco                            | Kulturowy (iii),(v)                         | 2019 |      | 6412    |
| Bitwa pod Ayacucho Battlefield of Ayacucho |         | Ayacucho                         | Kulturowy (vi)                              | 2019 |      | 6413    |
| Winnice produkujace tradycyjne pisco Wineries and Vineyards for traditional Pisco Production                                                           |         | Lima Ica Arequipa Moquegua Tacna | Kulturowy (ii), (iv)                        | 2019 |      | 6414    |
| Lagunas de las Huaringas Las Huaringas Lagoons |         | Piura                            | Kulturowy (v), (vi)                         | 2019 |      | 6415    |
| Centralna Kolej Transandyjska Peruvian Central Railway                                                                                                 |         | Lima Junín                       | Kulturowy (ii), (iv)                        | 2019 |      | 6416    |
| Krajobraz kulturowy doliny Río Sondondo Cultural Landscape of the Sondondo Valley                                                                      |         | Ayacucho                         | Kulturowy (iii),(iv),(vi)                   | 2019 |      | 6417    |
| Stanowiska paleontologiczne w dorzeczach Río Pisco i Río Camaná Paleontological Sites of Pisco and Camana Basins                                       |         | Arequipa Ica                     | Przyrodniczy (viii)                         | 2019 |      | 6418    |
| Park narodowy Sierra del Divisor Sierra del Divisor National Park                                                                                      |         | Amazonas                         | Przyrodniczy (vii),(x)                      | 2019 |      | 6420    |
| Santuario Nacional de Huayllay Huayllay National Sanctuary                                                                                             |         | Pasco                            | Przyrodniczy (vii),(viii)                   | 2019 |      | 6421    |
| Reserva nacional Sistema de Islas, Islotes y Puntas Guaneras Guano Islands, Islets, and Capes National Reserve System form Peru (RNSIIPG)              |         | Piura                            | Przyrodniczy (x)                            | 2019 |      | 6422    |
| Reserva paisajística Subcuenca del Cotahuasi Landscape Reserve Sub Cuenca del Cotahuasi                                                                |         | Arequipa                         | Przyrodniczy (vii),(viii)                   | 2019 |      | 6423    |
| Nadbrzeżny system pagórków The Coastal Lomas System of Peru                                                                                            |         | Lima Arequipa                    | Przyrodniczy (vii),(viii)                   | 2019 |      | 6424    |